# Elvira Pagã
Elvira Olivieri Cozzolino (6 tháng 9 năm 1920 - 8 tháng 5 năm 2003), được biết đến với nghệ danh Elvira Pagã, là một vedette và nữ diễn viên, ca sĩ, nhà văn và họa sĩ người Brazil. Cô là Nữ hoàng Rio Carnival đầu tiên, người phụ nữ đầu tiên mặc bikini ở nơi công cộng và là một trong những phụ nữ đầu tiên phẫu thuật thẩm mỹ ở Brazil. Tài năng và gây tranh cãi, cô đã phá vỡ hiện trạng và đối mặt với "đại gia" trị vì với sự táo bạo không sợ hãi trong thời kỳ độc tài quân sự Brazil và những năm 1960 cách mạng, nơi cô sống với quyết tâm và lòng can đảm. Pagã giã từ cuộc sống công cộng, lui về viết và vẽ trong những năm cuối đời, chết một người ẩn dật.

## Tiểu sử

### Đầu đời
Elvira Olivieri Cozzolino sinh ngày 6 tháng 9 năm 1920 tại Itararé, São Paulo, Brazil. Cô chuyển đến khi còn nhỏ cùng gia đình đến Rio de Janeiro và theo học trường Convent Conacact Conception. Khi còn là sinh viên, cô đã tổ chức các sự kiện với chị gái Rosina Pagã và các thành viên của Bando da Lua, để thiết lập kết nối với cộng đồng nghệ thuật ở Rio.
Năm 1935, Elvira ra mắt cùng chị gái trong chương trình Cine Ipanema với tư cách là Chị em nhà Pagã, với chủ lễ nghi lễ Heitor Beltrão. Họ cũng hát như một bộ đôi trên Rádio Mayrink Veiga, thu âm mười ba album với các nhà soạn nhạc như Lamartine Babo, Ary Barroso, Braguinha và Assis Valente. Cùng năm đó, hai chị em đã ra mắt bộ phim của họ trong bộ phim Alô Alô Carnaval,  với Francisco Alves, Dircinha Batista và Carmen Miranda. Năm sau, họ xuất hiện trong bộ phim Cidade-Mulher, do Humberto Mauro đạo diễn, hát bài hát chủ đề "Noel Rosa" với Orlando Silva. Hai chị em sau đó đã đi trình diễn trên đường đua Rio Carnival với bài hát "Não te dou a chupeta", và lưu diễn trong bốn tháng qua Argentina, Chile và Peru. Họ đã làm cho ba bộ phim cùng nhau, O Bobo làm Rei (1936), Tres anclados en París (1938) và Favela (1939), trước khi tan rã do đến năm 1940 Elvira kết hôn với Theodoro Eduardo Duvivier Filho, sau đó lại ly dị vào năm 1951.

### Sự nghiệp solo
Elvira bắt đầu sự nghiệp thu âm solo với Continental Records of São Paulo, vào năm 1944. Cô đã phát hành một 78 '', kèm theo Conjunto Tocantins, giải thích sambas "Arrastando o pé" của Peterpan và Afonso Teixeira và " Valfrido Silva " của Valfrido Silva và Gadé. Năm 1945, cô đã thu âm một album gồm bốn bài hát, khác thường vào thời điểm đó, với các bài hát "E o mundo se distrai" và "Meu amor és tu" của Gadé, Almanir Grego và Amado Régis; và các bài hát "Cabelo azul" và "Briga de peru" của Roberto Martins và Her Xoayto Martins. Cùng năm đó, cô phát hành album thứ hai với hai bài samba, "Na feira do cais dourado" của Nelson Teixeira và Nelson Trigueiro, và "Um ranchinho na lua" của Babi de Oliveira.